# Feliz FM Rio de Janeiro
Feliz FM Rio de Janeiro é uma estação de rádio brasileira concessionada em Niterói, porém sediada no Rio de Janeiro, que transmite a programação da rede Feliz FM para a Região Metropolitana do Rio de Janeiro em AM na frequência 540 kHz, e em FM na frequência de 94,9 MHz. A estação foi inaugurada em 18 de fevereiro, sucedendo a transmissão da Rádio Globo em 89,5 MHz, sendo que esta passou para 98,1 MHz, no lugar da rádio Beat98.

## Histórico
A Feliz FM surgiu no dial FM da Região Metropolitana de São Paulo em 2014 na frequência de 92,5 MHz (cedida pela Rede Mundial de Comunicações), depois que a Vida FM, que operava em 96,5 MHz, teve seu sinal interrompido por problemas técnicos geográficos. Posteriormente, a emissora voltou a operar em 96,5 MHz.[carece de fontes?]
A frequência do Rio de Janeiro ficou em aberto após a Rádio Globo mudar o seu número no dial FM, saindo dos 89,5 MHz e indo para 98,1 MHz, substituindo a programação da rádio Beat98, do mesmo grupo, que se transformou em rádio web. Posteriormente após a mudança, as duas frequências passaram a transmitir a Rádio Globo, em uma fase de transição, para que a nova frequência da rádio se consolidasse entre os ouvintes.
Posteriormente, as Organizações Sol Panamby, que controlam a NovaBrasil FM, fecharam um acordo com a Feliz FM para transmissão da rádio na frequência. A estreia da nova programação da emissora aconteceu em 18 de fevereiro de 2015. O acordo foi encerrado em 8 de junho de 2018, devido a futura mudança de frequência da rádio de 89,5 MHz para os 94,9 MHz da já extinta Alpha FM Rio, emissora operada pelo Grupo Fluminense de Comunicação que encerrou suas operações em 30 de abril. O mesmo grupo já havia arrendado a frequência da extinta Rádio Fluminense no dial AM 540 kHz a partir de 5 de março do mesmo ano.